# IFolder
iFolder est une application open source, développée par Novell, Cela permet l'échange multi-plateformes pour permettre l'échange de fichiers entre ordinateurs à travers le réseau.
iFolder fonctionne sur la base du concept de dossier partagé. Un dossier marqué comme partagé est synchronisé avec les autres ordinateurs d'un réseau, ou bien directement entre les ordinateurs (en peer-to-peer) ou via un serveur. Cela a pour objectif de permettre à un utilisateur de synchroniser ses données entre ses différents ordinateurs (par exemple entre son domicile et son bureau) ou de procéder à des partages de fichiers entre plusieurs utilisateurs (par exemple un groupe collaborant autour d'un projet).
Le cœur d'iFolder est appelé Simias. C'est Simias qui gère les modifications, qui synchronise les changements et contrôle les permissions sur les dossiers. Les clients iFolder sont développés comme des programmes séparés, qui communiquent via Simias. Il existe des clients web et des clients locaux.

## Présentation
Avec des fonctionnalités équivalentes aux services de synchronisation actuels (Dropbox, Live Mesh, Wuala ou Ubuntu One), l'intérêt principal d'iFolder réside dans le fait que le serveur est installé en interne. Les utilisateurs ont donc la maîtrise totale de leurs données.
Les particularités d'iFolder sont les suivantes :
- Multi-Plateforme : iFolder fonctionne sous windows, mac os et linux via l'utilisation du logiciel Mono. Il existe, en outre, un accès web pour les utilisateurs (gestion de leurs fichiers) et l'administrateur (gestion des utilisateurs et des serveurs).
- Gestion : L'administrateur gère les politiques d'accès, la gestion des utilisateurs et des serveurs. Il peut s'appuyer sur un annuaire LDAP pour la création et la gestion des groupes et utilisateurs. La montée en charge d'iFolder est entièrement configurable par l'administrateur. Il peut appliquer des quotas aux utilisateurs, ou configurer plusieurs serveurs pour répartir la charge et le stockage de données.
- Sécurité : Les communications, client-serveur et serveur-serveur sont sécurisés via SSL. Sur le serveur les fichiers peuvent être chiffrés. Le choix est fait au niveau général par l'administrateur ou par utilisateurs pour leurs iFolders.
- Utilisateur : L'utilisateur peut choisir les dossiers contrôlés par iFolder, et avec qui ces dossiers seront partagés. Il n'y a pas de limite sur le nombre d'ifolder d'un utilisateur, n'importe quel dossier (à l'exception des dossiers réseaux) peut en devenir un. Il existe plusieurs possibilités lors de la création d'un ifolder : l'utilisateur peut récupérer un ifolder existant, le créer à partir d'un de ses dossiers, ou bien fusionner un dossier et un iFolder.

## Historique
Annoncé par Novell, le 19 mars 2001, iFolder est sorti le 29 juin 2001 sous forme de progiciel pour Windows NT/2000 et Novell NetWare 5.1, ou inclus dans les prochains Novell NetWare 6.0. iFolder prévoyait aussi la possibilité d'accéder à des fichiers partagés via un navigateur web.
iFolder Professional Edition 2, a été annoncé le 13 mars 2002 et publié un mois plus tard. Celui-ci a ajouté le support pour Linux et Solaris et l'accès web pour Windows CE et Palm OS. Cette édition a été également conçue pour partager des fichiers entre des millions d'utilisateurs dans de grandes entreprises, avec l'amélioration des logs pour les administrateurs
Le 22 mars 2004, après l'acquisition des sociétés de logiciels Linux Ximian et SuSE, Novell a annoncé qu'ils avaient sorti une version open source sous licence GPL d'iFolder. Ils ont également annoncé que la version open source de iFolder utilise le framework Mono dans le but de faciliter son développement.
iFolder 3.0 a été publié le 22 juin 2005.
Le 31 mars 2006, Novell a annoncé que iFolder Enterprise Server est désormais en version Open Source.
Le 2 avril 2009, Novell a publié iFolder 3.7.2. Celui-ci comprenait un client Mac pour la version 10.4 et 10.5 ainsi qu'un client Windows Vista. En plus de l'amélioration de la partie cliente, cette version supporte le protocole SSL, LDAPGroup, l'auto-création de compte, la fusion de dossiers et sur le web, l'amélioration de l'accès et l'administration. Le site iFolder.com a été entièrement réaménagé sans références aux versions antérieures.
Le 25 novembre 2009, Novell a publié iFolder 3.8. Cette version permet des performances accrues, plus de plateformes supportées et le support des Active Directory.